# Diacantharius fortispina
Diacantharius fortispina là một loài tò vò trong họ Ichneumonidae.